# Victorin Lurel

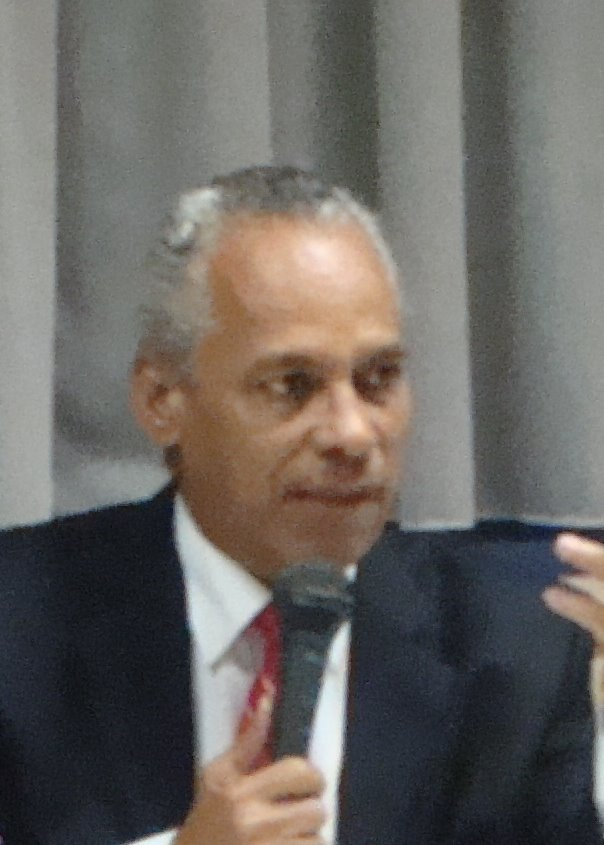
Victorin Lurel el 2008

Victorin Lurel (Vieux-Habitants, 20 d'agost de 1951) és un polític de Guadalupe.
Membre de la secció guadalupenya del Partit Socialista, el 1989 fou escollit regidor de Vieux-Habitants i el 1992 membre del Consell Regional de Guadalupe, del que el 1998 en fou nomenat vicepresident. El 2001 fou escollit alcalde de Vieux-Habitants i a les eleccions legislatives franceses de 2002 fou elegit diputat. S'oposà al nou estatut per a Guadalupe que fou proposat el 2003 i que fou rebutjat en referèndum el 7 de desembre.
A les eleccions regionals franceses de 2004 fou elegit president del Consell Regional de Guadalupe i el 2005 dimití com a alcalde per tal de no acumular càrrecs. A les eleccions legislatives franceses de 2007 fou reelegit com a diputat, i durant les eleccions presidencials del mateix any fou el portaveu per a ultramar de la candidata socialista Ségolène Royal. Després va donar suport a la candidats socialista en el Congrés de Reims de 2008, i quan fou derrotada va dimitir dels seu càrrec de secretari nacional del PS.
D'ençà el 16 de maig de 2012 és ministre d'Ultramar del govern Jean-Marc Ayrault.